# آنا سوکلیچ
آنا سوکلیچ (به انگلیسی: Ana Soklič) (زاده ۱۰ آوریل ۱۹۸۴) خواننده اسلوونیایی است.
او نماینده اسلوونی در یوروویژن ۲۰۲۱ بود.